# Lac Elmenteita
Le lac Elmenteita est un lac salé, situé dans la vallée du Grand Rift. Sa superficie est de 18 km2. Le lac est situé à 120 km au nord-ouest de Nairobi, au Kenya.

## Étymologie
Le mot Elmentaita est dérivé du mot muteita en masai signifiant « endroit poussiéreux ». Ceci se réfère à la terre de cette zone, qui est sèche et poussiéreuse, particulièrement entre le mois de janvier et de mars.

## Faune et flore
Étant donné sa salinité, le lac attire divers crustacés ainsi que des larves d'insecte. Des algues bleues trouvent aussi refuge dans les eaux de ce lac. Par conséquent, beaucoup de flamants roses et de flamants nains se trouvent dans les alentours du lac. Toutefois en 1962 une espèce de poisson, le Tilapia, fut introduite dans l'écosystème du lac. Les Tilapias se trouvaient à l'origine dans le lac Magadi. Ceci a eu pour conséquence d'attirer des oiseaux pécheurs qui se nourrissent aussi des œufs des flamants roses. La population de flamants roses a donc considérablement été réduite.
Au niveau des mammifères, on compte des zèbres, des élands, des gazelles et des phacochères sur les rives du lac.

## Protection de l’environnement
Le site est sous la protection de la convention de Ramsar depuis le 5 septembre 2005.

### Liens externes

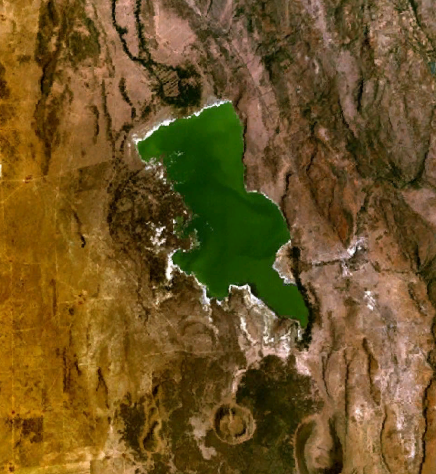
Le lac Elmenteita vu depuis l'espace.